# Кустодиев, Борис Михайлович
Бори́с Миха́йлович Кусто́диев (23 февраля [7 марта] 1878[…], Астрахань — 28 мая 1927, Ленинград) — русский и советский живописец-портретист, скульптор, театральный художник и декоратор, иллюстратор и оформитель книг.
Академик живописи Императорской Академии художеств (с 1909). Член Ассоциации художников революционной России (с 1923 года).

## Биография

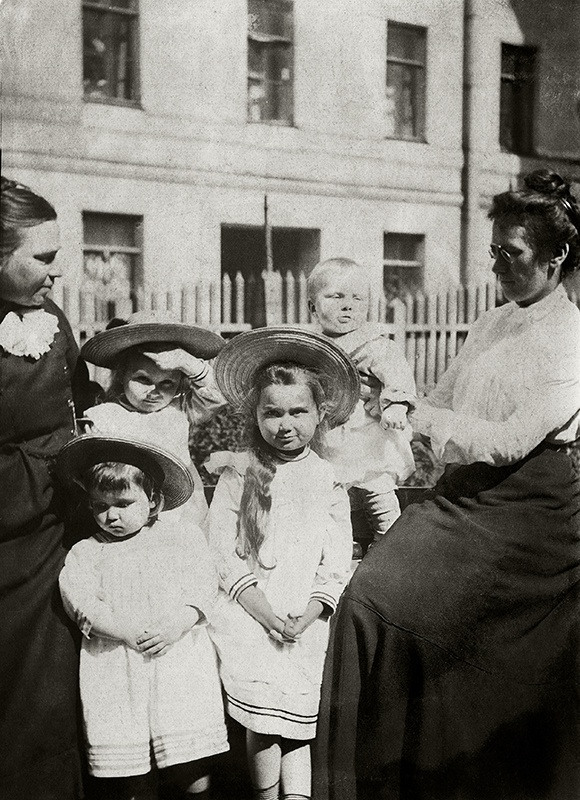
Мать Бориса Кустодиева, его сын Кирилл и жена Юлия. Лето 1904

Родился в Астрахани. Его отец, Михаил Лукич Кустодиев (1841—1879, Астрахань), был профессором философии, истории литературы и преподавал логику в местной духовной семинарии. Умер, когда будущему художнику не было и двух лет. В семье осталось четверо детей, кроме Бориса был ещё младший брат Михаил и сёстры. Мать Екатерина Прохоровна зарабатывала на жизнь вышиванием на заказ и играла на рояле в домах местных купцов по праздникам. Учился Борис в церковно-приходской школе, потом в гимназии. В 1894—1896 годах брал уроки рисования у выпускника Петербургской Академии художеств Павла Власова, деньги на оплату уроков давал родной дядя, Степан Никольский.
В 1896 году поступил в Высшее художественное училище при Императорской Академии художеств. Обучался сначала в мастерской В. Е. Савинского, со второго курса — у И. Е. Репина. Принимал участие в работе над картиной Репина (с его подачи) «Торжественное заседание Государственного совета 7 мая 1901 года», написав около трети портретов. Несмотря на то, что молодой художник снискал широкую известность как портретист, для своей конкурсной работы Кустодиев выбрал жанровую тему («На базаре») и осенью 1900 года выехал в поисках натуры в Костромскую губернию. Здесь Кустодиев познакомился со своей будущей женой — 20-летней Юлией Евстафьевной Прошинской. Они обвенчались в Петербурге 8 января 1903 года в небольшой церкви на Екатерининском канале. Впоследствии художник выполнил несколько живописных портретов жены.
30 октября 1903 года окончил учебный курс с золотой медалью; за картину «На базаре» получил звание художника и право на годовую пенсионерскую поездку за границу и по России. Ещё до окончания курса принял участие в международных выставках в Петербурге и Мюнхене (большая золотая медаль Международной ассоциации).
В декабре 1903 года вместе с женой и сыном приехал в Париж. Во время поездки побывал в Германии, Италии, Испании, изучал и копировал работы старых мастеров. Поступил в студию Рене Менара.
Через полгода вернулся в Россию и работал в Костромской губернии над сериями картин «Ярмарки» и «Деревенские праздники».
В 1904 году стал членом-учредителем «Нового общества художников». В 1905—1907 годах работал карикатуристом в сатирическом журнале «Жупел» (известный рисунок «Вступление. Москва»), после его закрытия — в журналах «Адская почта» и «Искры». С 1907 года — член Союза русских художников. В 1909 году по представлению Репина и других профессоров избран членом Академии художеств. В это же время Кустодиеву было предложено заменить Серова на посту преподавателя портретно-жанрового класса Московского училища живописи, ваяния и зодчества, но опасаясь, что эта деятельность отнимет много времени от личной работы, и не желая переезжать в Москву, Кустодиев отказался от должности. Вследствие раскола Союза русских художников, явившегося реакцией на статью А. Н. Бенуа о выставке 1909—1910 годов, опубликованной в газете «Речь», Б. М. Кустодиев, в числе других петербургских мастеров, 7 октября 1910 года вышел из Союза. С 1910 года — член возобновившегося «Мира искусства».
В 1909 году у Кустодиева появились первые признаки опухоли спинного мозга. В 1911 году Кустодиев уехал в Швейцарию, поскольку тяжёлые признаки болезни спины заставили его провести несколько месяцев в частной клинике горного курорта. Несколько операций принесли лишь временное облегчение.
В 1913 году преподавал в Новой художественной мастерской (Санкт-Петербург). В 1914 году Кустодиев снимал квартиру в петербургском доходном доме по адресу: Екатерингофский проспект, 105. С 1915 года до конца жизни жил в доходном доме Е. П. Михайлова (Введенская улица, д. 7, кв. 50). Когда в 1915 году Борис Михайлович вернулся в Москву для работы в Московском Художественном театре над декорациями для «Осенних скрипок» И. Д. Сургучева, он уже был тяжело болен. По ночам он кричал от боли, его мучал один и тот же кошмар: черные кошки впиваются острыми когтями в его спину и раздирают позвонки.

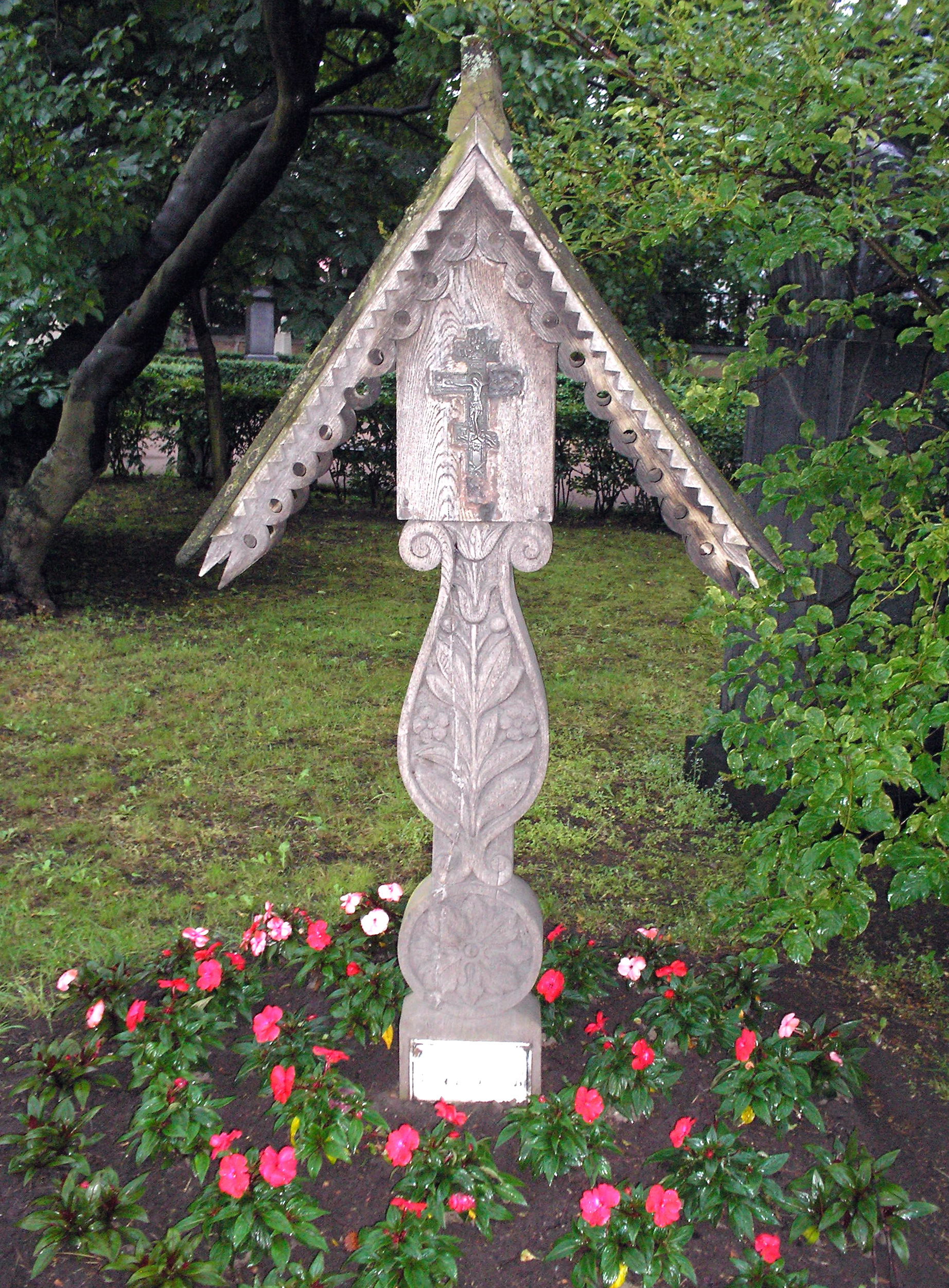
Могила Б. М. Кустодиева. Санкт-Петербург, 2008

Боли в руке художника снова начались в 1916 году. Ему провели операцию в Петрограде. Руку удалось оживить, но начались проблемы с ногами. Последние годы жизни художник был прикован к инвалидному креслу. Из-за болезни был вынужден писать работы лёжа. Однако именно в этот тяжёлый период жизни появляются его наиболее яркие, темпераментные, жизнерадостные произведения.
После второй операции Кустодиев провёл лето 1917 года в выборгском санатории «Конкала». Там были написаны портреты графини С. А. Грабовской на фоне соснового парка, дочери московских миллионеров Лопатиной, дочери выборгского купца Эмиля Фредрика Буттенгофа Аниты Буденгоф (Буттенгоф). Там написана и картина «На мосту» и одноимённая зарисовка, а также пейзажи «Конкола (Финляндия)» и «Лесное озеро в Конкола». Искусствовед А. Г. Мартынова в 2018 году выявила ещё одну уникальную работу художника — «Этюд. Конкола. Бывшее имение Буденгофа», а также предварительно атрибутировала как относящиеся к выборгскому периоду художника натюрморт «Финский букет» (1917), «Вечерний пейзаж» (1917) и «Пейзаж с цветочной клумбой» (1917).
В марте 1927 года Кустодиев получил разрешение Наркомпроса выехать в Германию для лечения в клинике О. Ферстера, на которое правительство выделило деньги, но этой поездке не суждено было состояться — Кустодиев скончался от скоротечного воспаления лёгких 26 мая 1927 года. Был похоронен в Александро-Невской лавре на Никольском кладбище; в 1948 году прах художника и надгробный памятник (по эскизу друга и биографа мастера Всеволода Воинова) перенесли на Тихвинское кладбище — Некрополь мастеров искусств.

## Семья

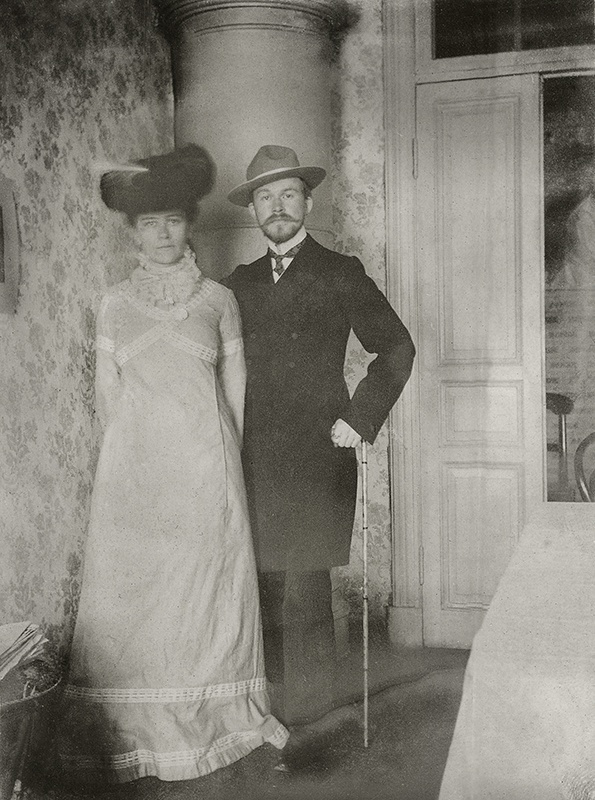
Кустодиев с женой Юлией. 1903

В 1900 году в деревне Калганово, расположенной недалеко от большого торгового села Семёновское-Лапотное Костромской губернии, куда Кустодиев летом выехал на этюды, он познакомился с 19-летней Юлией Прошинской (1880—1942). На чувства молодого художника Прошинская ответила взаимностью и стала его женой в 1903 году, приняв фамилию мужа. В браке родились сын Кирилл (1903—1971), ставший художником, и дочь Ирина (1905—1981). Третий ребёнок, Игорь, умер 11-месячным младенцем от менингита в 1907 году. Юлия Кустодиева пережила мужа на 15 лет и скончалась в феврале 1942 года в блокадном Ленинграде от голода. Внучка — Татьяна Кирилловна Кустодиева (1933—2021) — искусствовед, ведущий научный сотрудник Отдела западноевропейского изобразительного искусства Государственного Эрмитажа, автор «Каталога эрмитажной коллекции итальянской живописи XIII—XVI веков» (2011).

## Иллюстрации и книжная графика
В 1905—1907 годах работал в сатирических журналах «Жупел» (известный рисунок «Вступление. Москва»), «Адская почта» и «Искры».
Тонко чувствующий линию, Кустодиев исполнил циклы иллюстраций к классическим произведениям (в частности, иллюстрации к произведениям Лескова: «Штопальщик», 1922; «Леди Макбет Мценского уезда», 1923) и к творениям его современников. Евгений Замятин в мемуарном очерке о Кустодиеве вспоминал, как в 1922 году художник оформил отдельное иллюстрированное издание его рассказа «О том, как был исцелён инок Еразм», указывая: «Эта как будто неразрешимая задача была решена Кустодиевым с удивительным изяществом, с удивительным тактом — и добавлю ещё одно: с большим чувством юмора».
Обладая твёрдым штрихом, работал в технике литографии и гравюры на линолеуме.

## Живопись

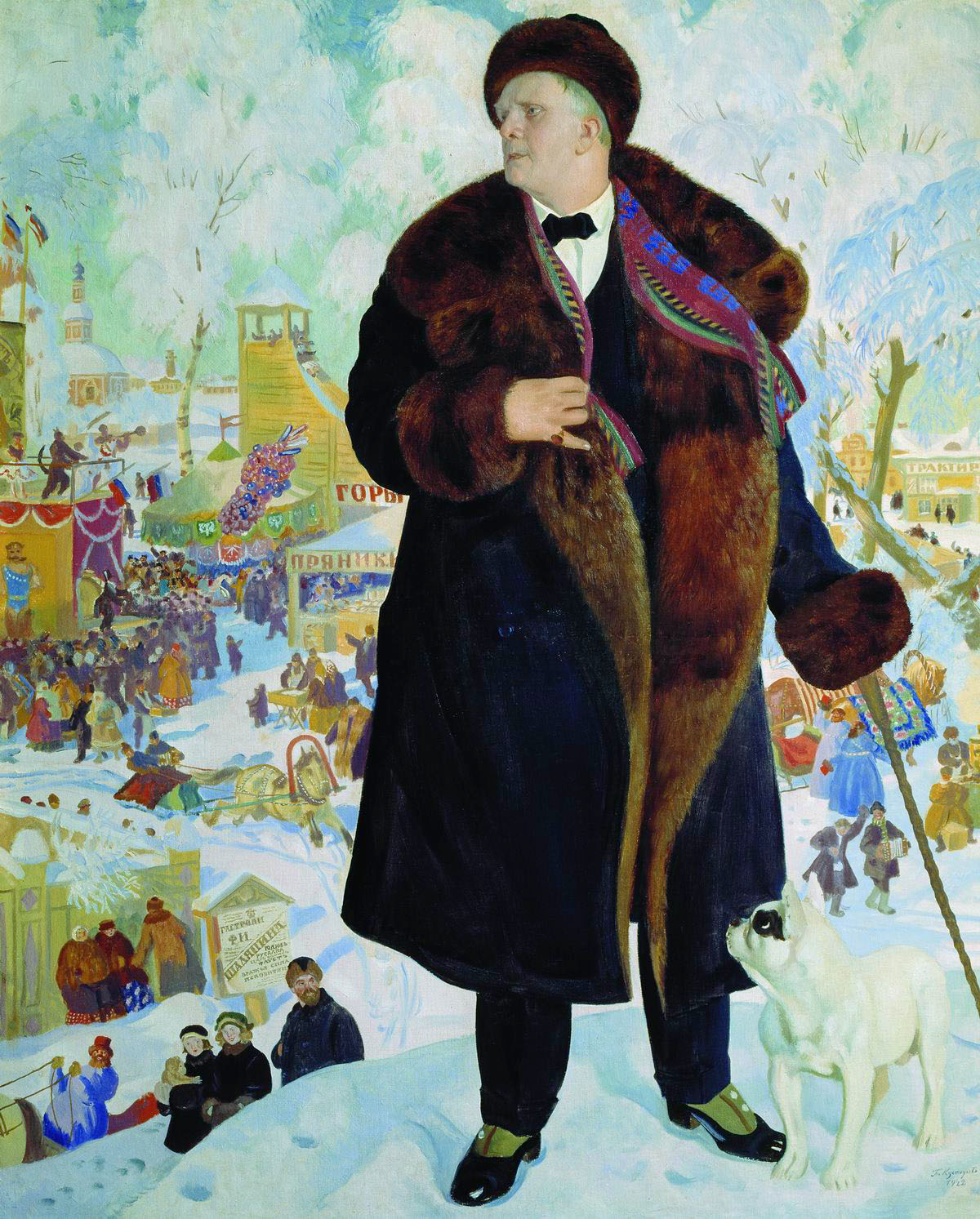
Портрет Ф. И. Шаляпина. 1921

Кустодиев начал свой творческий путь как художник-портретист. Уже во время работы над этюдами к репинскому «Торжественному заседанию Государственного совета 7 мая 1901 года» студент Кустодиев проявил талант портретиста. В этюдах и портретных зарисовках к этой многофигурной композиции он справился с задачей достижения сходства с творческой манерой Репина. Но Кустодиев-портретист был ближе скорее к Валентину Серову. Живописная пластика, свободный длинный мазок, яркая характеристика внешности, акцент на артистизме модели — это были большей частью портреты соучеников и преподавателей Академии — но без серовского психологизма. Кустодиев невероятно быстро для молодого художника, но заслуженно завоевал славу портретиста у прессы и заказчиков. Однако, по мнению А. Бенуа:

…настоящий Кустодиев — это русская ярмарка, пестрядина, «глазастые» ситцы, варварская «драка красок», русский посад и русское село, с их гармониками, пряниками, расфуфыренными девками и лихими парнями… Я утверждаю, что это его настоящая сфера, его настоящая радость… Когда же он пишет модных дам и почтенных граждан, это совсем другое — скучноватый, вялый, часто даже безвкусный. И мне кажется, не в сюжете дело, а в подходе к нему.

Уже с начала 1900-х годов Борис Михайлович разрабатывал своеобразный жанр портрета, вернее, портрета-картины, портрета-типа, в котором модель связана воедино с окружающим её пейзажем или интерьером. Одновременно это обобщённый образ человека и его неповторимая индивидуальность, раскрытие её через окружающий модель мир. По своей форме эти портреты связаны с жанровыми образами-типами Кустодиева («Автопортрет», 1912; портреты А. И. Анисимова, 1915, Ф. И. Шаляпина, 1922).
Однако интересы Кустодиева выходили за рамки портрета: не случайно он выбрал для своей дипломной работы жанровую картину («На базаре», 1903; не сохранилась). В начале 1900-х годов он несколько лет подряд выезжает на натурные работы в Костромскую губернию. В 1906 году Кустодиев выступает с работами, новыми по своей концепции,— сериями полотен на темы ярко-праздничного крестьянского и провинциального мещанско-купеческого быта («Балаганы», «Масленицы»), в которых видны черты модерна. Работы зрелищные, декоративные раскрывают русский характер через бытовой жанр. На глубоко реалистичной основе Кустодиев создавал поэтическую мечту, сказку о провинциальной русской жизни. Большое значение в этих работах придаётся линии, рисунку, цветовому пятну, формы обобщаются и упрощаются — художник обращается к гуаши, темпере. Для работ художника характерна стилизация — он изучает русскую парсуну XVI—XVIII вв., лубок, вывески провинциальных лавочек и трактиров, народные промыслы.
В дальнейшем Кустодиев постепенно всё более смещается в сторону иронической стилизации народной и, особенно, быта русского купечества с буйством красок и плоти («Красавица», «Русская Венера», «Купчиха за чаем»). На этих картинах представлен тот тип женской красоты, который позже стали связывать с ним — «кустодиевская женщина», видимо по аналогии с «рубенсовскими женщинами». Это полногрудые, с округлыми формами, с широкими бёдрами, пышущие здоровьем женщины. Друг и биограф художника Всеволод Воинов в воспоминаниях писал, что Кустодиев говорил, что его идеал красоты не такие «дебелые» женщины как на картине «Красавица», но когда он приступает к работе «изящные красавицы его не вдохновляют и не кажутся интересными».
Прикованный к инвалидной коляске, Кустодиев создаёт самые яркие свои работы, наполненные бесконечным жизнелюбием, вихрем эмоций.
Для «Русской Венеры» у Кустодиева не было готового холста. Тогда художник взял свою же картину «На террасе» и стал писать на её обратной стороне. Борис Михайлович был сильно болен. Он мог только сидеть в специальной коляске не более двух—трёх часов в день, преодолевая страшную боль во всём теле. Иногда не мог взять в руки кисть. Жизнь его в это время была подвигом. Это полотно стало как бы итогом его жизни — спустя год Кустодиев скончался.
Один из друзей художника вспоминал:

Он подкатывал к своим полотнам и отъезжал от них, точно вызывая на поединок… грядущую смерть…

Фёдор Шаляпин:

Много я знал в жизни интересных, талантливых и хороших людей, но если я когда-нибудь видел в человеке действительно высокий дух, так это в Кустодиеве…

После затопления в 1984 году Горьковского художественного музея (лопнули трубы отопления), картина была серьёзно повреждена, остались серьёзные подтёки, в некоторых местах красочный слой был смыт до грунта. Реставратор Павел Баранов в течение года восстанавливал полотно: механическим способом убрал грязные подтёки, красочный слой был восстановлен методом ретуши. Соорудил специальный подрамник. В настоящее время полотно находится в коллекции Нижегородского государственного художественного музея и выставляется на специальном стенде из стекла, и посетители музея могут видеть обе картины — «На террасе» и «Русская Венера».
Как отмечается: «Исходя из рекордных цен на картины Кустодиева на аукционах, повышенного интереса к его произведениям на зарубежных выставках, выраженного национального колорита, экспертами авторитетного журнала „Артхроника“ в начале 2000-х годов художник был признан первым по рейтингу среди отечественных живописцев».

## Театральные работы
Как и многие художники рубежа веков, Кустодиев работал и в театре, перенося на театральные подмостки своё видение произведения. Декорации в исполнении Кустодиева были красочны, близки к его жанровой картине, но это не всегда воспринималось как достоинство: создавая мир яркий и убедительный, увлекаясь его вещественной красотой, художник подчас не совпадал с авторским замыслом и режиссёрским прочтением пьесы («Смерть Пазухина» Салтыкова-Щедрина, 1914, МХТ; так и не увидевшая свет «Гроза» Островского, 1918). В своих более поздних работах для театра он отходит от камерной трактовки к более обобщённой, ищет большей простоты, строит сценическое пространство, давая свободу режиссёру при построении мизансцен. Успехом Кустодиева стали его работы по оформлению в 1918—1920 годах оперных спектаклей (1920, «Царская невеста», Большой оперный театр Народного дома; 1918, «Снегурочка», Большой театр, постановка не осуществлена). Эскизы декораций, костюмы и бутафория к опере А. Серова «Вражья сила» (Академический, бывший Мариинский, театр, 1921)
Удачными были постановки «Блохи» Замятина (1925, МХАТ 2-й; 1926, ленинградский Большой драматический театр). По воспоминаниям режиссёра спектакля А. Д. Дикого:

Это было так ярко, так точно, что моя роль в качестве режиссёра, принимающего эскизы, свелась к нулю — мне нечего было исправлять или отвергать. Как будто он, Кустодиев, побывал в моём сердце, подслушал мои мысли, одними со мной глазами читал лесковский рассказ, одинаково видел его в сценической форме. … Никогда у меня не было такого полного, такого вдохновляющего единомыслия с художником, как при работе над спектаклем «Блоха». Я познал весь смысл этого содружества, когда на сцене стали балаганные, яркие декорации Кустодиева, появились сделанные по его эскизам бутафория и реквизит. Художник повёл за собою весь спектакль, взял как бы первую партию в оркестре, послушно и чутко зазвучавшем в унисон.

После 1917 года художник участвовал в оформлении Петрограда к первой годовщине Октябрьской революции, рисовал плакаты, лубки и картины на революционную тематику («Большевик», 1919—1920, Государственная Третьяковская галерея; «Праздник в честь II конгресса Коминтерна на площади Урицкого», 1921, Государственный Русский музей).

## Награды
- Серебряная медаль Международной выставки в Брюсселе (1900)
- Малая золотая медаль Международной художественной выставки в Мюнхене (1901)
- Большой приз Ассоциации венских художников Международной художественной выставки в Мюнхене (1903)
- Большая золотая медаль Международной художественной выставки в Венеции (1907)
- Золотая медаль Балтийской выставки в Мальмё (Швеция, 1914).

## Значимые работы
- «Портрет А. Н. Протасовой» (1900)
- «Монахиня» (1901)
- «Портрет Ивана Билибина» (1901)

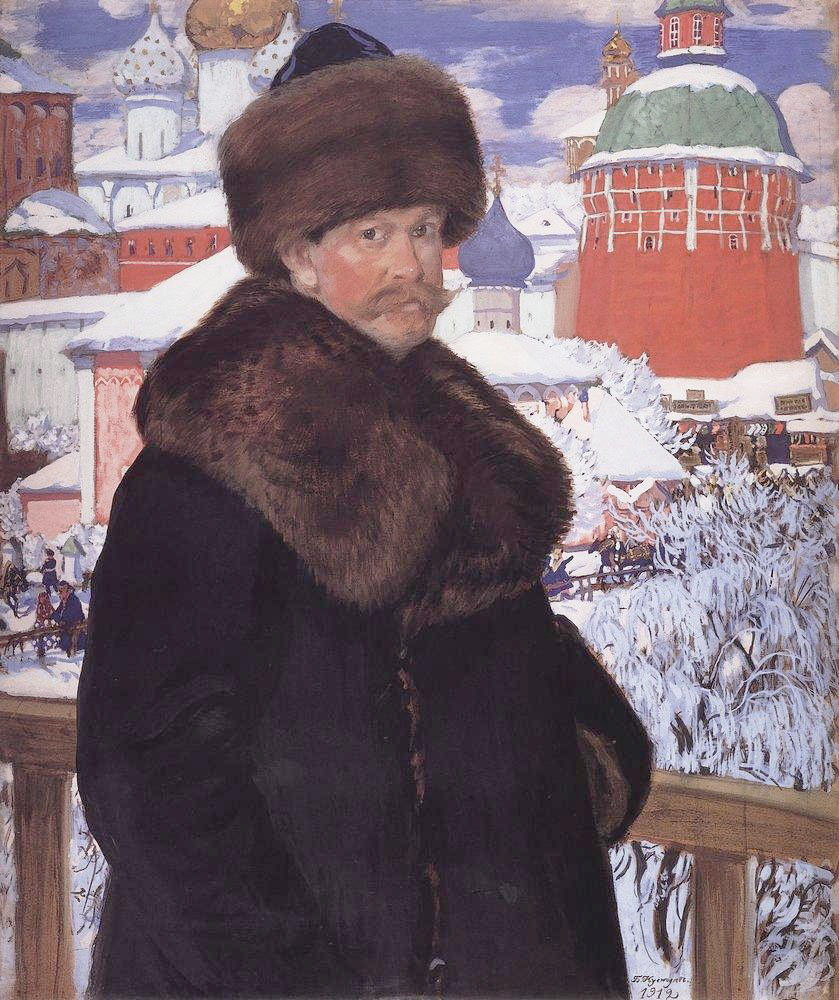
Автопортрет. 1912. Галерея Уффици

- «Портрет С. А. Никольского» (1901)
- «Портрет Василия Васильевича Матэ» (1902)
- «Портрет М. Н. Галкина-Враского», этюд к картине И. Е. Репина «Торжественное заседание Государственного совета 7 мая 1901 года». 1902—1903, Государственный музей искусств Казахстана имени А. Кастеева
- «Автопортрет» (1904)
- «Утро» (1904, Русский музей)
- «Вступление. Москва» (1905)
- «На террасе»[31](1906, Нижегородский государственный художественный музей)
- «Портрет женщины в голубом» (1906)
- «Портрет писательницы А. В. Шварц» (1906)
- «Сирень» (1906)
- «Ярмарка» (1906, Третьяковская галерея)
- «Земская школа в Московской Руси» (1907, Государственный Русский музей, Санкт-Петербург)
- «Портрет Ирины Кустодиевой с собакой Шумкой» (1907)
- «Монахиня» (1908)
- «Японская кукла» (1908, Третьяковская галерея)
- «Чтение манифеста» (1909)
- «Деревенский праздник. Фрагмент» (1910)
- «У иконы Спаса» (1910)
- «Площадь на выезде из города. Эскиз декораций к спектаклю А. Н. Островского „Горячее сердце“» (1911)
- «Портрет Н. И. Зеленской» (1912)
- «Красная башня Троице-Сергиевой лавры» (1912)
- «Автопортрет» (1912, Галерея Уффици, Флоренция)
- «Купчихи в Кинешме» (темпера, 1912, Музей русского искусства в Киеве)
- «Ярмарка в Кинешме»
- «Морозный день» (1913)
- «Портреты Н. К. фон Мекка» (1912) и (1913)
- «Портрет Николая Константиновича Рериха» (1913)
- «Жатва» (1914)
- «Портрет А. И. Анисимова» (1915, Государственный Русский музей)
- «Красавица» (1915, Государственная Третьяковская галерея)
- «Масленица» (1916, Государственный Русский музей)
- «Московский трактир» (1916, Третьяковская галерея)
- «Балаганы» (1917, Русский музей)
- «Сенокос» (1917, Третьяковская галерея)
- «Купчиха за чаем» (1918, Русский музей)
- «Портрет Мити Шостаковича» с надписью: «Моему маленькому другу Мите Шостаковичу — от автора. 1919 год». (Находился в личном пользовании)
- «Праздник в честь открытия II конгресса Коминтерна 19 июля 1920 года. Демонстрация на площади Урицкого» (1921, Русский музей)
- «Большевик» (1919—1920, Третьяковская галерея)
- «Групповой портрет художников общества „Мир искусства“» (1920, Государственный Русский музей)
- «Ф. И. Шаляпин на ярмарке» (1921, Дом-музей Ф. И. Шаляпина в Санкт-Петербурге; 1922, авторская копия, Русский музей)
- «Купальщица» (1922, Музейный комплекс имени И. Я. Словцова]], г. Тюмень)
- «Портрет композитора Дмитрия Дмитриевича Шостаковича (в юности)» (1923)
- «Портрет профессоров Капицы и Семёнова», (1921, Мемориальный музей-кабинет академика П. Л. Капицы, Москва)
- «Иллюстрация к повести Н. С. Лескова „Леди Макбет Мценского уезда“» (1923)
- «Русская Венера» (1926, Нижегородский государственный художественный музей)

## Галерея

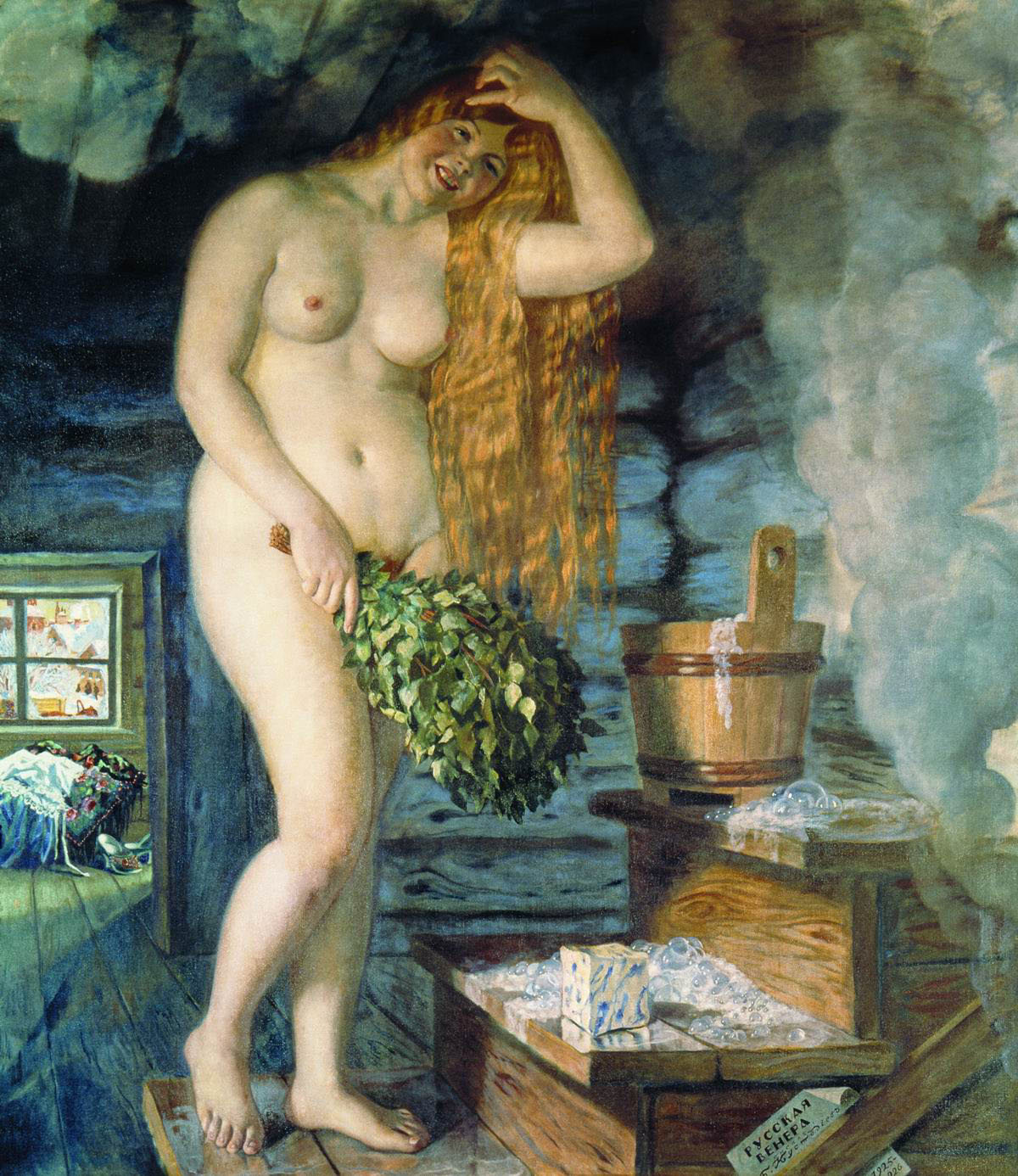
«Русская Венера»
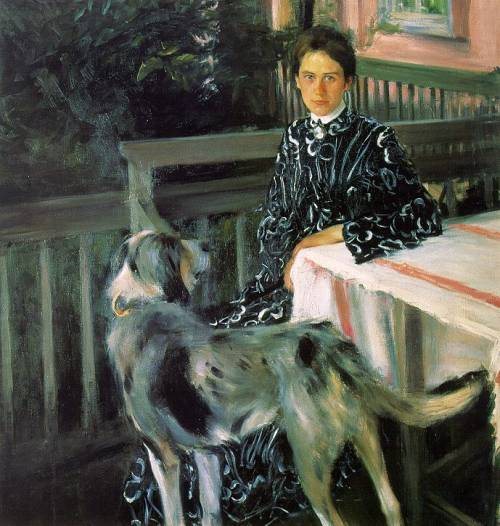
Портрет Ю. Кустодиевой, жены художника 1903, ГРМ
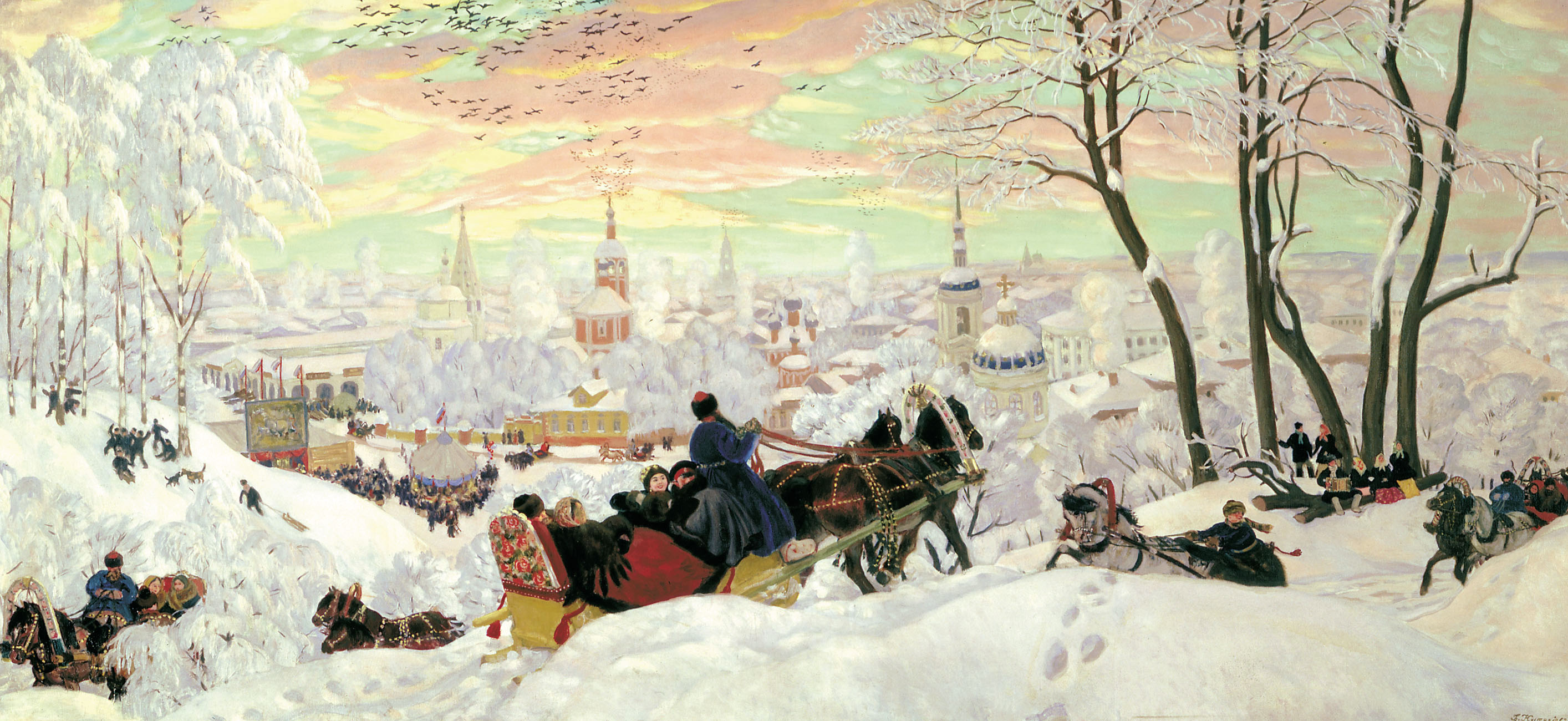
«Масленица». 1916, ГРМ
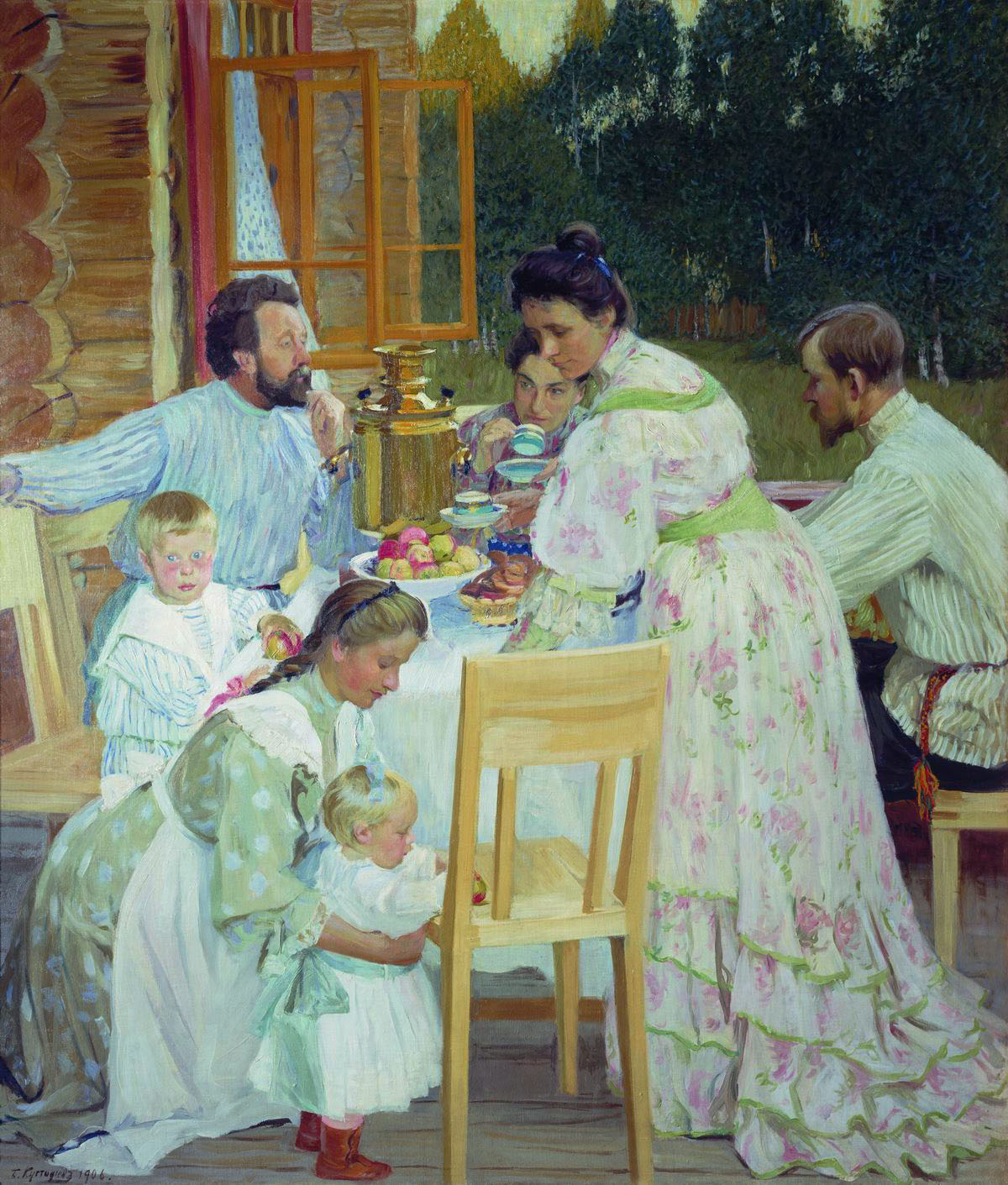
«На террасе». 1906, Нижегородский ГХМ
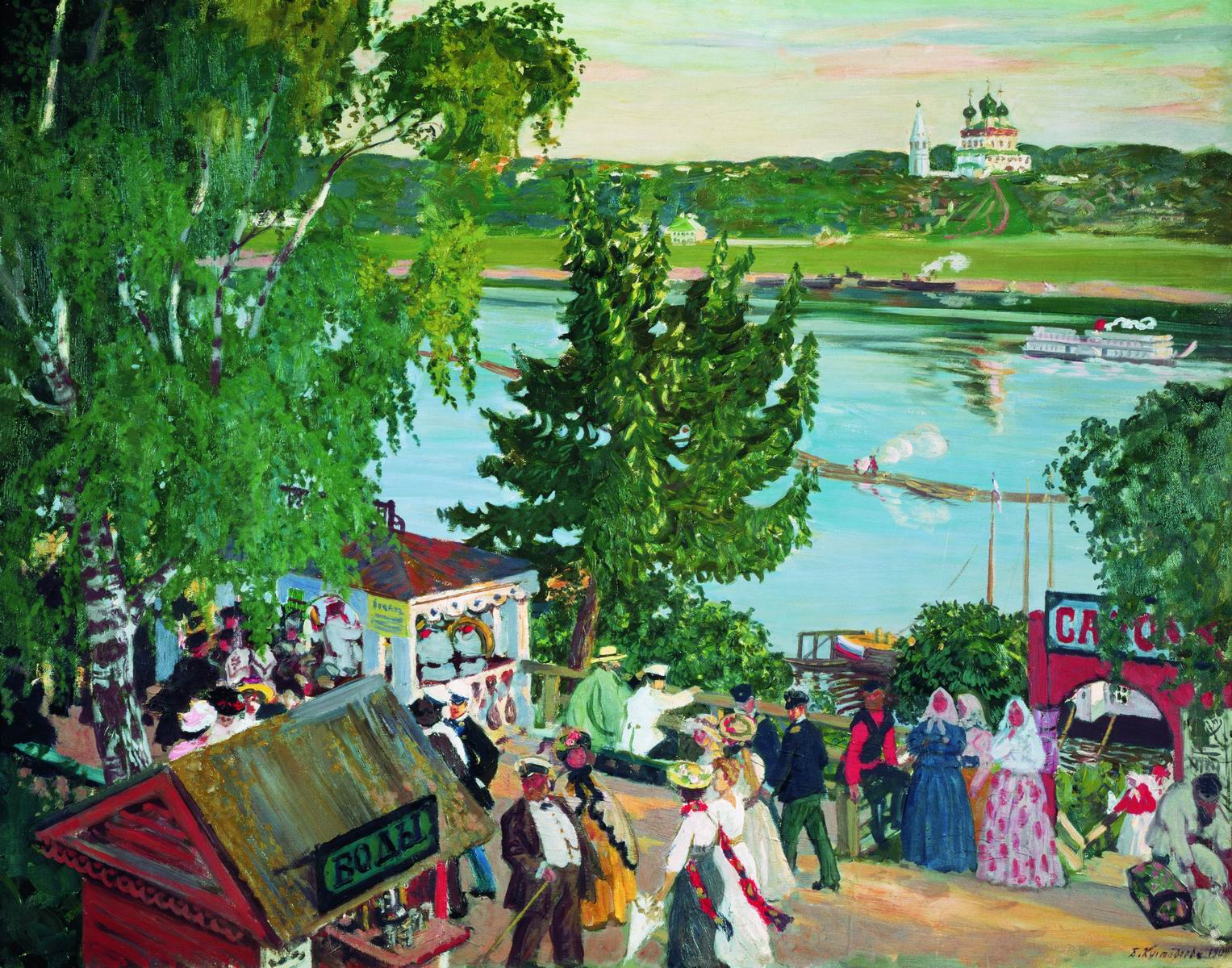
«Гулянье на Волге». 1909, ГРМ
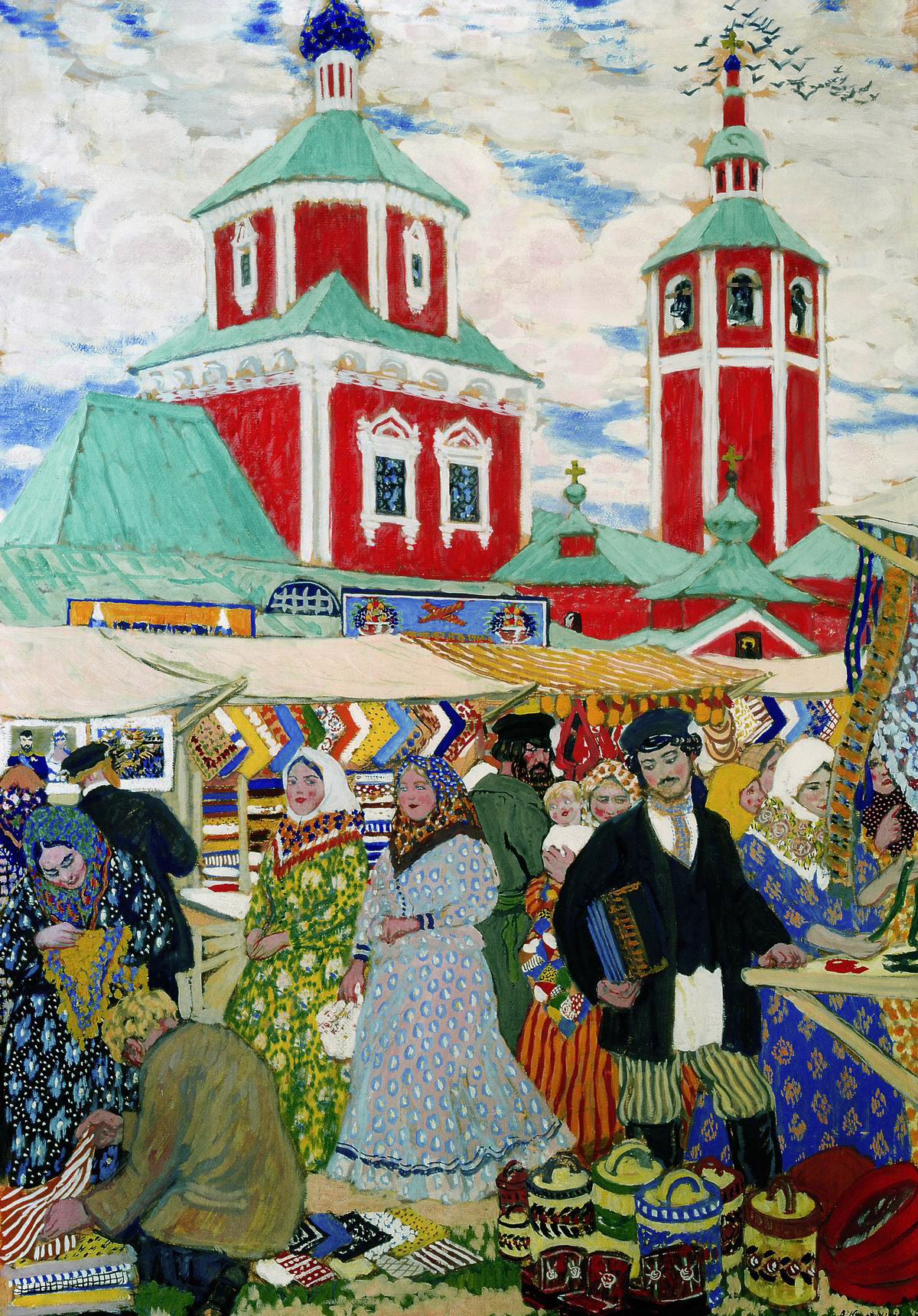
«Ярмарка». 1910, Саратовский музей им. А. Н. Радищева
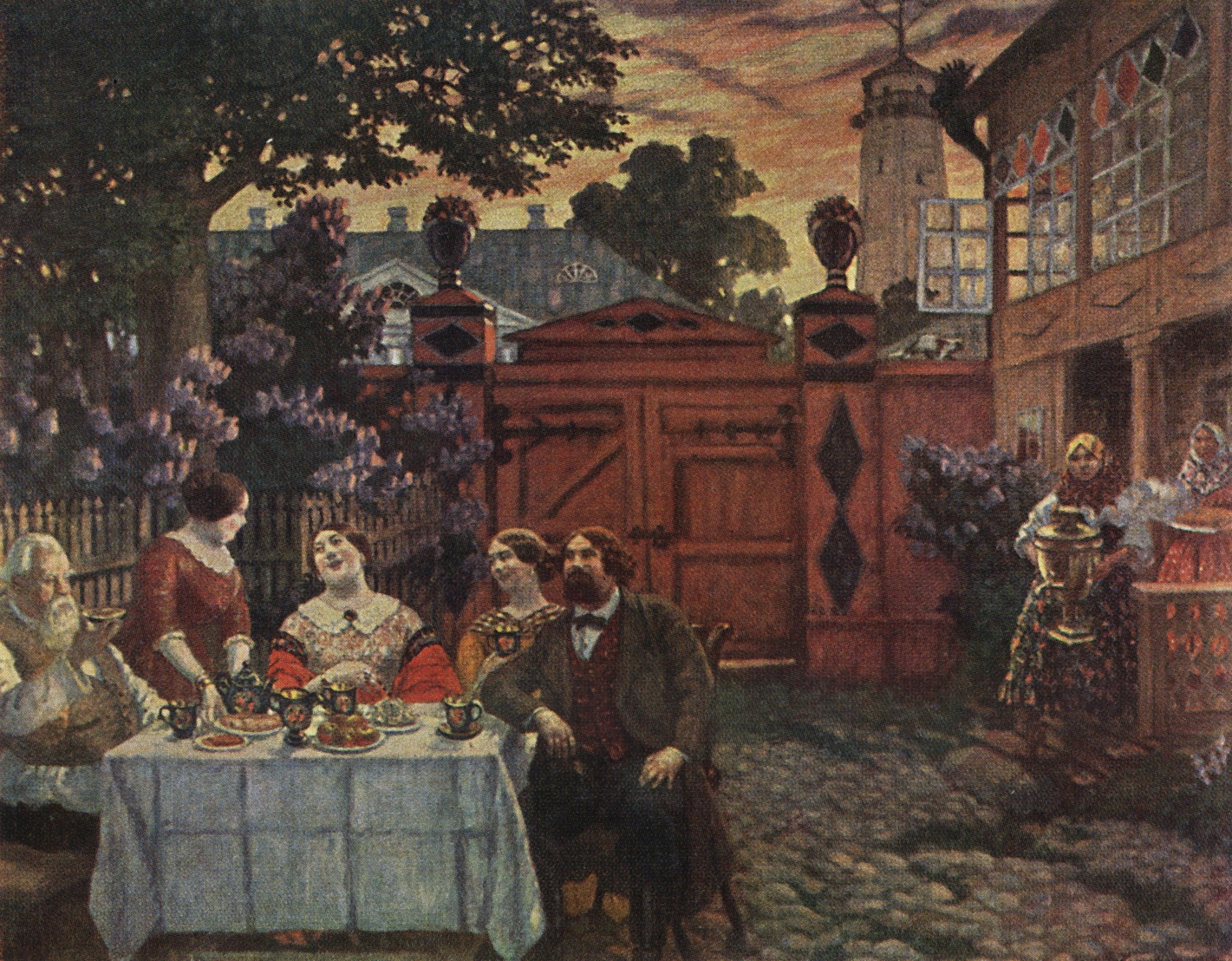
«Чаепитие». 1913, частное собрание
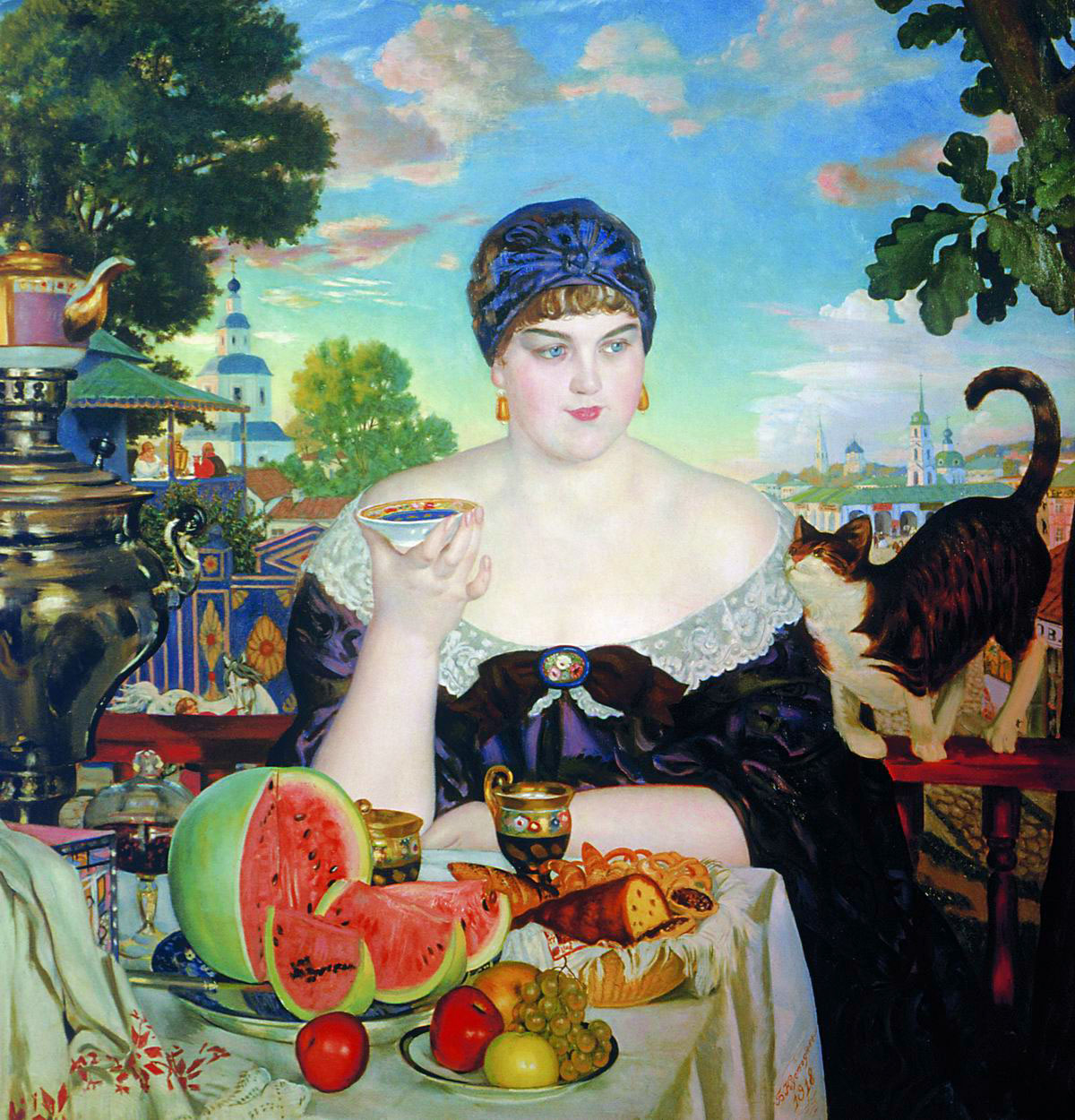
«Купчиха за чаем». 1918, ГРМ
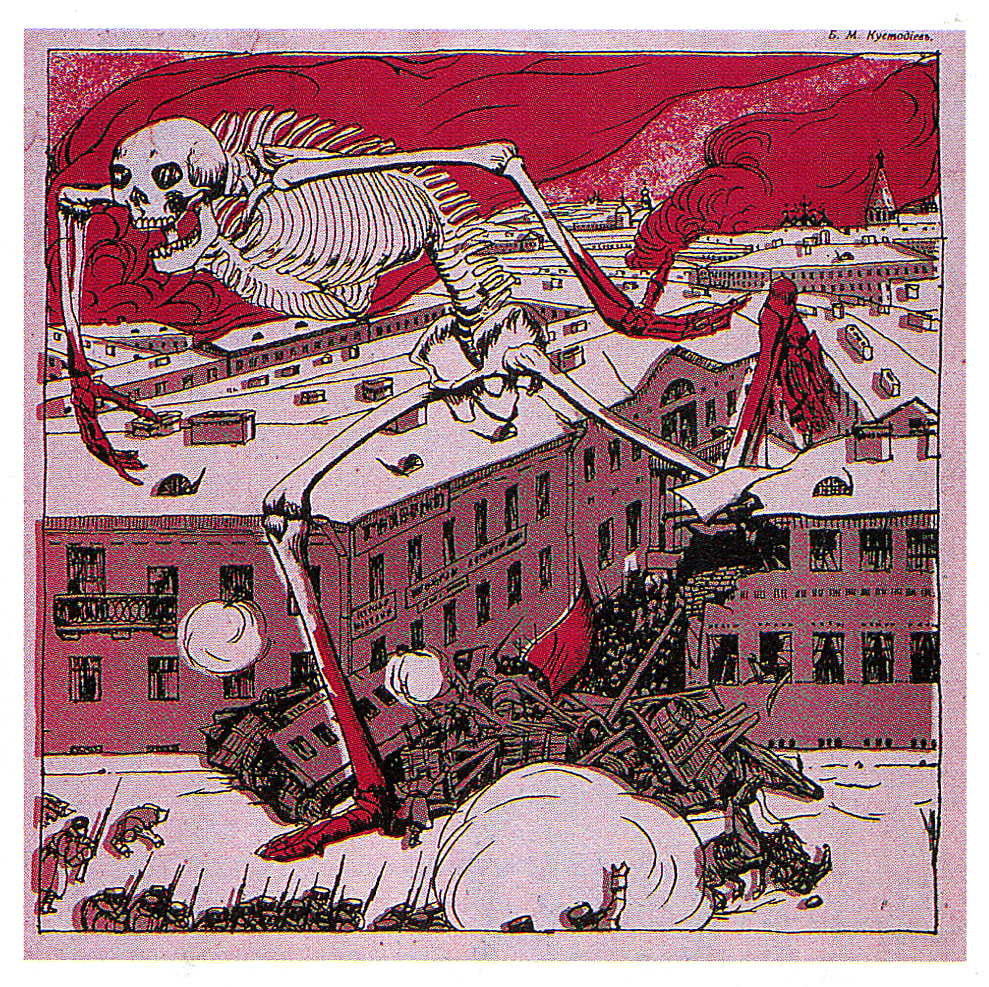
«Вступление», опубликовано в журнале «Жупел» (№ 2, 1905), посвящённом Декабрьскому восстанию в Москве
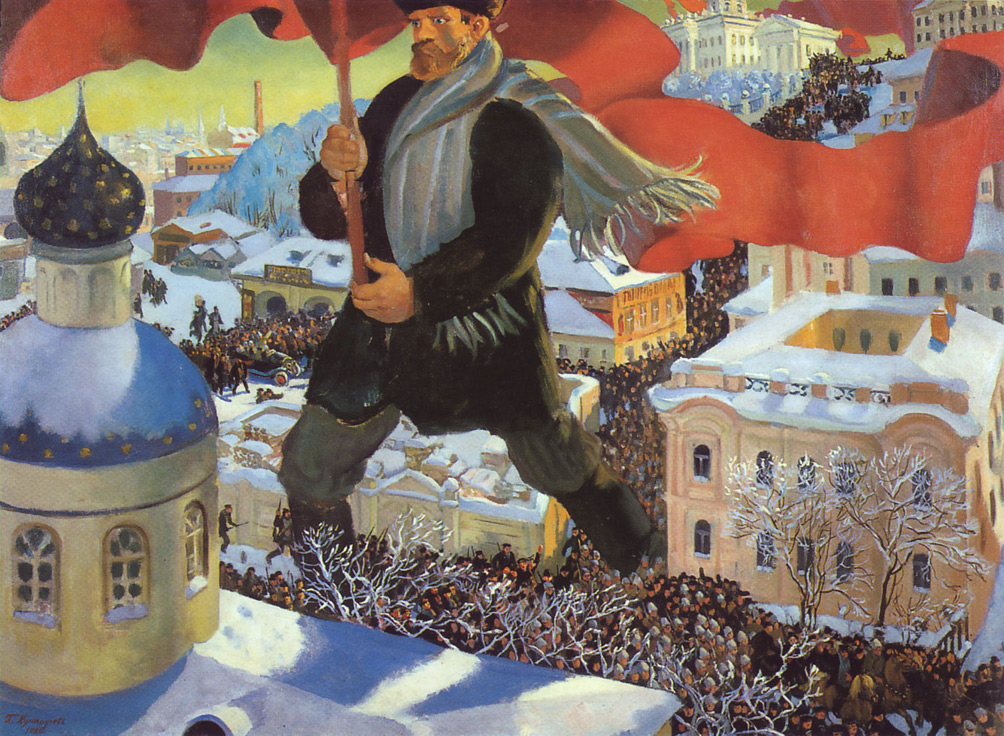
«Большевик». 1920, ГТГ
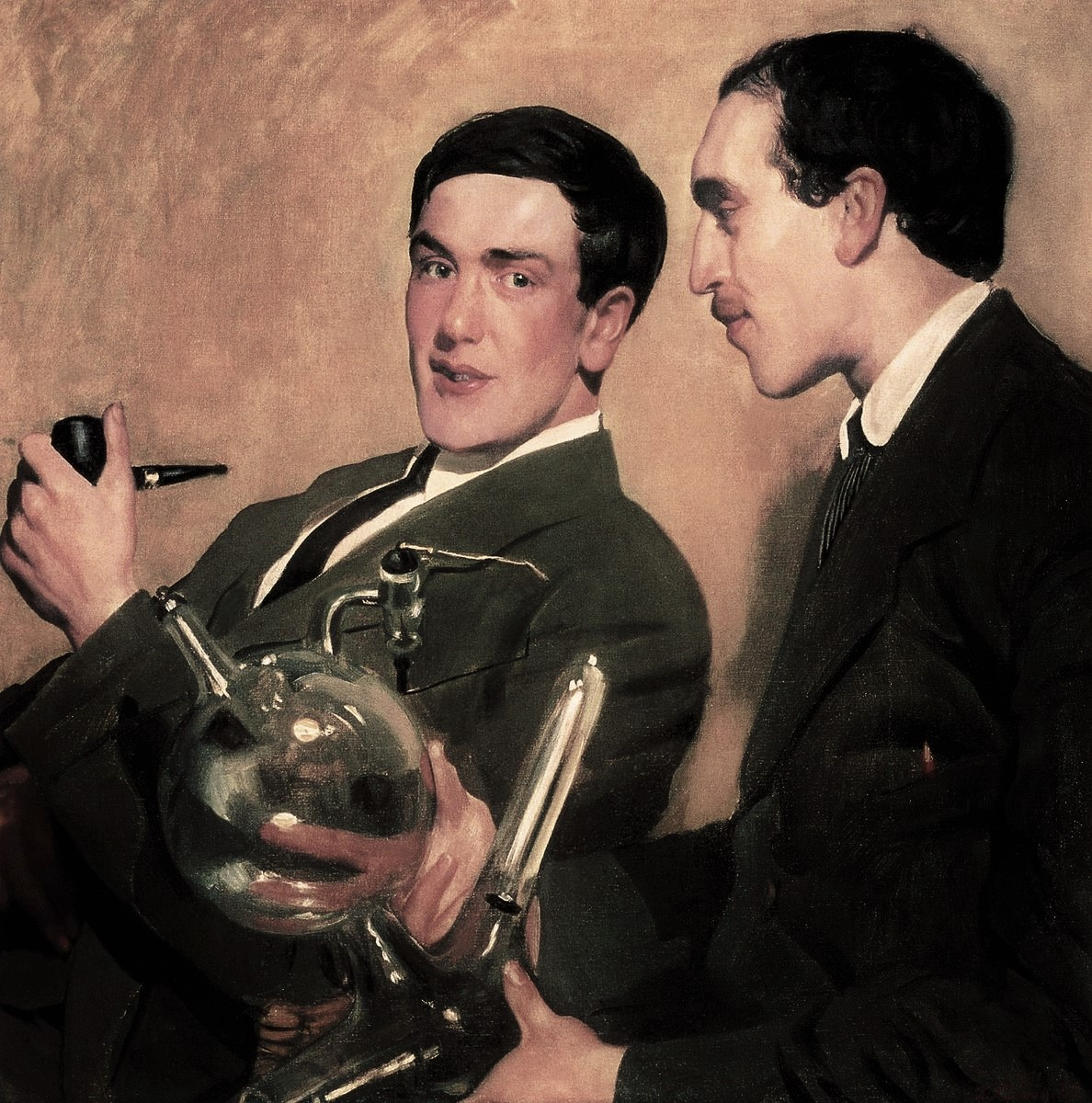
Портрет профессоров Капицы и Семёнова. 1921, Мемориальный музей-кабинет академика П. Л. Капицы, Москва
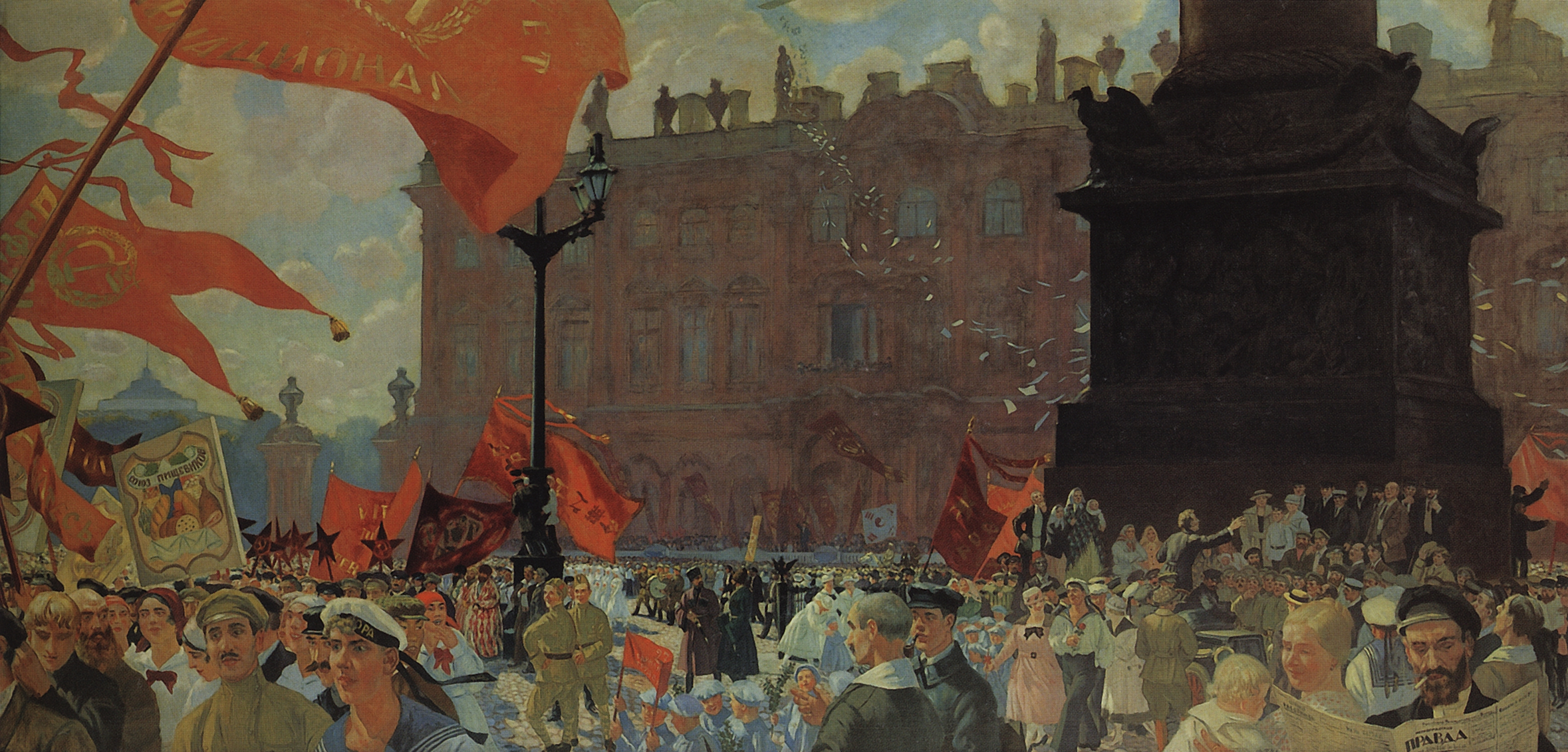
«Праздник в честь открытия II конгресса Коминтерна 19 июля 1920 года. Демонстрация на площади Урицкого»

## Память

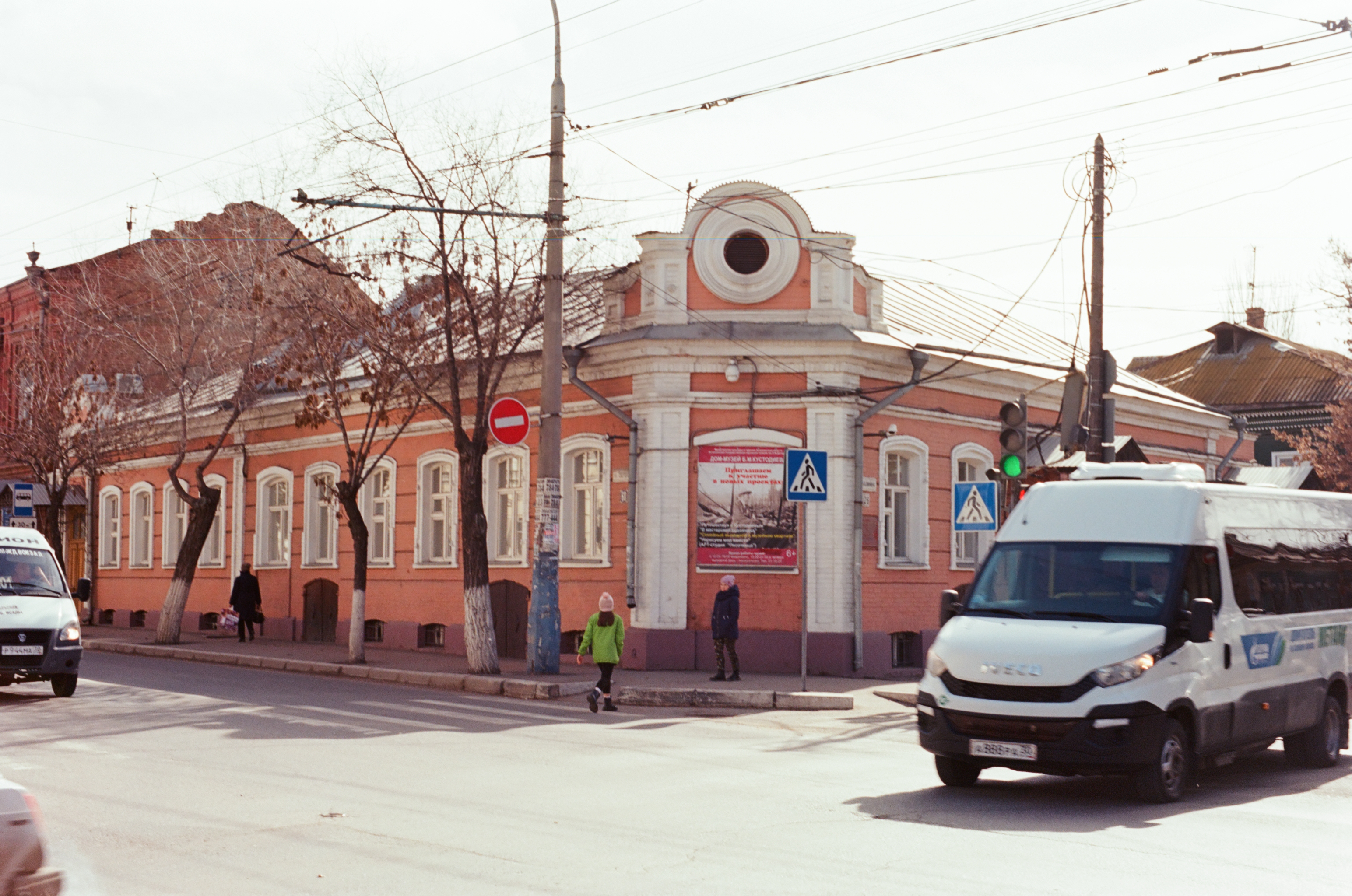
Дом-музей Кустодиева в Астрахани

В Астрахани рядом с Астраханской картинной галереей имени П. М. Догадина (ранее — им. Б. М. Кустодиева) установлен памятник Б. М. Кустодиеву.
Дом-музей Б. М. Кустодиева в Астрахани находится по адресу: ул. Калинина, 26 / ул. Свердлова, 68.
Музей имени Б. М. Кустодиева в посёлке Островское Костромской области находится по адресу: ул. Советская, 29.
Именем Б. М. Кустодиева названы:
- улица в Выборгском районе Санкт-Петербурга.
- улица в Ленинском районе г. Астрахани на берегу реки Кривая Болда.
- улица в г. Кинешме Ивановской области и пос. Островское Костромской области.
- проезд в поселении Воскресенском Новомосковского административного округа города Москвы[33].
- улица в городе-курорте Геленджик.
- самолёт Boeing 737 (VP-BRH) авиакомпании «Аэрофлот», с 2013 года.
- в 2019 году международному аэропорту города Астрахани по итогам голосования в ходе федерального проекта «Великие имена России» было присвоено имя Бориса Кустодиева.

В 1978 году были изданы серия марок с почтовым блоком и художественный маркированный конверт, посвящённые художнику и его творчеству. В 2003 году был также выпущен художественный маркированный конверт с изображением Б. М. Кустодиева (художник Б. Илюхин, тираж: 1 000 000 экземпляров).
Комитет по государственному контролю, использованию и охране памятников истории и культуры Санкт-Петербурга включил в Единый государственный реестр в качестве объекта культурного наследия регионального значения историческое здание на Введенской улице, д. 7, лит. А, где с 1915 по 1927 год жил художник Борис Кустодиев.

## Публикации текстов и документов
- Кустодиев Б. М. и др. Борис Михайлович Кустодиев : Письма. Статьи, Заметки, интервью. Встречи и беседы с Кустодиевым. Воспоминания о художнике / сост.-ред. Б. А. Капралов; общ. ред. М. Г. Эткинда. — Л. : Художник РСФСР, 1987. — 557 с. — OCLC 55157049.